# Sportilia
Sportilia è un centro sportivo polivalente di Santa Sofia, in provincia di Forlì-Cesena.

## Storia
Costruito in occasione del Campionato mondiale di calcio 1990 svoltosi in Italia, è stato utilizzato come ritiro della Nazionale italiana di calcio in varie occasioni, tra cui il ritiro prima dei mondiali americani del 1994, unitamente a Milanello, sede degli allenamenti del Milan.
Dal 1991 è diventato la sede del ritiro precampionato degli arbitri appartenenti agli organi tecnici nazionali dell'AIA.
Nel 1993 ospitò Norvegia - Danimarca, semifinale dell'Europeo femminile, finita 1 a 0 in favore delle norvegesi.

## Struttura
L'impianto è situato nelle vicinanze dell'Appennino tosco-romagnolo.
Ha un'estensione di 200.000 m² e dispone di 3 campi da calcio in erba naturale, 2 palazzetti dello sport, 1 sala conferenze intitolata alla memoria di Stefano Farina con 250 posti a sedere, campi polivalenti esterni, 1 hotel con 85 camere e ristorante.